# 안소미
안소미(1990년 1월 1일~ )는 대한민국의 희극인, 가수이다.
2009년 KBS 공채 24기 개그우먼으로 입사하였다. 안소미가 2009년도에 개그우먼으로 데뷔한 이후 트로트 가수로도 활동하고 있으며 제2의 한혜진으로 불리기도 한다.

## 출연 작품

### 방송
- KBS2 《개그콘서트》
  - 〈드라이클리닝〉
  - 〈록 스피릿〉
  - 〈그땐 그랬지〉손녀 역
  - 〈위대한 유산〉
  - 〈슈퍼스타 KBS〉
  - 〈이기적인 특허소〉
  - 〈용감한 녀석들〉
  - 〈핑크 레이디〉내레이션
  - 〈멘붕스쿨〉
  - 〈희극 여배우들〉
  - 〈둥이 딩이〉
  - 〈놈놈놈〉송필근의 애인 역
  - 〈엔젤스〉
  - 〈댄수다〉현대무용팀 역
  - 〈끝사랑〉
  - 〈닭치高〉보건선생님 후다닭 역 /찜닭 역
  - 〈힙합의 신〉댄서 역
  - 〈이.개.세 (이 개그맨들이 사는 세상)〉
  - 〈핵존심〉
  - 〈민상토론〉
  - 〈나미와 붕붕〉
  - 〈베테랑〉
  - 〈나쁜 녀석들〉
  - 〈게놈 프로젝트〉
  - 〈세.젤.예 (세상에서 제일 예민한 사람)〉
  - 〈창과 방패〉
  - 〈봇말려〉
  - 〈아무말 대잔치〉
  - 〈별별별〉아이돌
  - 〈트로트라마〉
  - 《바바바 브라더스》

- KBS2 《코미디쇼 희희낙락》
- KBS2 《개그스타 GCC어워드》
  - 〈걸쌍〉
- SBS 《진실게임》
- SBS 《생방송 투데이》
- Mnet 《슈퍼스타K3》
- 온게임넷 《갤럭시노트3배 전국민 모두의마블 대회》
- KBS2 《출발드림팀 시즌 2》
- SBS 파워FM 《올드 스쿨》
- MBC 《함께 사는 세상 희망 프로젝트 - 나누면 행복》
- MBC 표준FM 《최양락의 재미있는 라디오》
- SBS 파워FM 《김창렬의 올드 스쿨》
- JTBC 《백인백곡 끝까지 간다》
- GTV 《상식의 여왕》
- YTN DMB 《한국어 따라잡기》
- MBC 《미스터리 음악쇼 복면가왕》 - 사랑의 청사초롱
- KBS2 《동네스타 전국방송 내보내기》
- MBC 《비디오스타》
- KBS1 《인간극장 - 이겨라 안소미》 (2020년 2월)
- TV조선 《부캐전성시대》 - 재키아이둘
- SBS 《오!젊음》
- KBS1 《6시 내고향》 2023년 9월 14일 7873회 [힘내라 전통시장] 임시 패널[1]

### 드라마
- SBS 《청담동 스캔들》 - 여직원 소미 역

### 공연
- 드립걸즈

## 노래
- 술한잔 그대라는한사람 아시나요 오빠야 치맥

## 유행어

### KBS2《개그콘서트》
- 오빠!(놈놈놈)
- 우리 이제 실수 안해요.(댄수다)
- 오빠 있잖아(댄수다)
- 빨리 빨리 시간이 없어요 빨리 빨리~(닭치高)
- 후다닥~ 후다닥 후다닥~ 후다닭(닭치高)
- 이것도 찜! 저것도 찜!(닭치高)
- 아우, 찜찜해!(닭치高)
- 안녕, 진호봇~(봇말려)
- 혜선봇!(봇말려)
- 미미미~~(바바바 브라더스)

## M/V
- 홍진영 - 내사랑

## CF
- 59쌀피자
- 의료기기 클라투

## 경력
- 2013년 119 홍보대사
- 2022.08. ~ 풋살팀 《FC트롯퀸즈》멤버

## 수상
- 2013년 KBS 연예대상 코미디부문 여자 신인상